# كمفرد (كورنوال)
كمفرد (بالإنجليزية: Comford)‏ هي قرية تقع في المملكة المتحدة في كورنوال.